# Иоанн (архимандрит Высоко-Петровского монастыря)
Иоанн — первый архимандрит Высоко-Петровского монастыря Русской православной церкви в городе Москве. 
О мирской жизни Иоанна сведений не сохранилось. В 1379 году он стал первым архимандритом Московского Высоко-Петровского монастыря Русской церкви. В том же году отправился в Константинополь, в свите Михаила Митяя, избранного великим князем в митрополиты, и ехавшего для посвящения. Когда Митяй в пути умер, его спутники самовольно избрали преемником ему Пимена, епископа переяславского; некоторые же требовали, чтобы кафедру митрополита занял Иоанн; но он не хотел подчиниться этому незаконному избранию и грозил открыть перед патриархом обман; тогда спутники заключили его в оковы и не допустили до патриарха. 
Отец Иоанн первый ввел в московских монастырях общежительный устав.